# Rushville, Indiana
Rushville este o localitate, municipalitate și sediul comitatului Rush, statul Indiana, Statele Unite ale Americii.